# Canton de La Grave
Le canton de La Grave est une ancienne division administrative française située dans le département des Hautes-Alpes et la région Provence-Alpes-Côte d'Azur.

## Géographie
Ce canton était organisé autour de La Grave dans l'arrondissement de Briançon. Son altitude variait de 1 135 m (La Grave) à 3 976 m (La Grave) pour une altitude moyenne de 1 569 m.

## Histoire
À la suite d'un décret du 20 février 2014, le canton a fusionné avec celui de Briançon-Sud, fin mars 2015, après les élections départementales de 2015, pour former le nouveau canton de Briançon-1.

## Administration

### Conseillers généraux de 1833 à 2015
| Période                                  | Période          | Identité                        | Étiquette                 | Qualité                                                                                             |
| ---------------------------------------- | ---------------- | ------------------------------- | ------------------------- | --------------------------------------------------------------------------------------------------- |
| 1833                                     | 1839             | Barthélemy Chaix (1760-?)       |                           | Ancien sous-préfet, propriétaire à Briançon                                                         |
| 1839                                     | 1847 (décès)     | Albert Jean-Baptiste Garnier    |                           | Ancien Procureur du Roi à Briançon puis à Sisteron Ancien conseiller général du canton de Rosans    |
| 1847                                     | 1848             | Claude-Pierre Audemard (1804-?) |                           | Principal du collège de Gap                                                                         |
| 1848                                     | 1861             | Jean-Baptiste Albert            |                           | Notaire, juge de paix, rentier à Villar-d'Arène                                                     |
| 1861                                     | 1871             | Georges Guiffrey                |                           | Avocat à la Cour impériale de Paris                                                                 |
| 1871                                     | 1874             | François Rozan                  |                           | Médecin                                                                                             |
| 1874                                     | 1879 (démission) | François Merle                  |                           | Rentier à Paris                                                                                     |
| 1879                                     | 1880             | Honoré Paillas                  | Droite                    | Propriétaire à La Grave et à Lyon                                                                   |
| 1880                                     | 1886             | Eugène Audemard                 | Républicain               | Sous-inspecteur de l'enregistrement et des domaines à Marseille puis à Mende et à Privas            |
| 1886                                     | 1895 (décès)     | Adolphe Prat                    | Républicain               | Manufacturier à La Salle-les-Alpes                                                                  |
| 1895                                     | 1911 (décès)     | Edouard Izoard                  | Républicain               | Rentier - Maire de La Grave                                                                         |
| 1911                                     | 1919             | Élie Borel                      | Républicain Progressiste  | Négociant à La Salle-les-Alpes                                                                      |
| 1919                                     | 1940             | Benjamin Bois (1881-1961)       | RG                        | Cultivateur à Villar-d'Arêne Nommé conseiller départemental en 1942                                 |
|                                          |                  |                                 |                           | |
| 1945                                     | 1958             | Benjamin Bois                   | DVD                       | Industriel Maire de Villar-d'Arêne (1945-1958) Président du Conseil Général                         |
| 1958                                     | 1988             | Ernest Juge                     | DVD puis DVG puis UDF-CDS | Hôtelier Maire de La Grave                                                                          |
| 1988                                     | 2001             | Henri Ranque                    | DVG puis DVD              | Technicien à l'Équipement Maire de Villar-d'Arêne (1983-2001)                                       |
| 2001                                     | 2008             | Jean-Paul Durand                | DVD                       | Cadre Maire de La Grave (1995-2008)                                                                 |
| 2008                                     | 2015             | Xavier Crêt                     | DVD                       | Guide de montagne Maire de Villar-d'Arêne (2006-2014) Président du Comité départemental de tourisme |
| Les données manquantes sont à compléter. |                  |                                 |                           | |

### Conseillers d'arrondissement (de 1833 à 1940)
| Période                                  | Période          | Identité                     | Étiquette   | Qualité |
| ---------------------------------------- | ---------------- | ---------------------------- | ----------- | --- |
| 1833                                     | 1845             | Augustin Louis Fortuné Poyat |             | Notaire à Villar-d'Arène                                                                                    |
|                                          |                  |                              |             | |
| 1886                                     |                  | Ignace Mathonnet             | Républicain | Propriétaire à La Grave                                                                                     |
|                                          |                  |                              |             | |
|                                          | 1902 (démission) | M. Juge                      |             | |
|                                          |                  |                              |             | |
| 1907                                     |                  | M. Bonnabel                  | Radical     | |
|                                          |                  |                              |             | |
| 1925                                     | 1937             | M. Juge                      |             | Hôtelier |
| 1937                                     | 1940             | M. Lebard                    | Rad.ind.    | |
| 1940                                     |                  |                              |             | Les conseils d'arrondissement ont été suspendus par la loi du 12 octobre 1940 et n'ont jamais été réactivés |
| Les données manquantes sont à compléter. |                  |                              |             | |

## Composition
Le canton de Grave regroupait deux communes :
| Nom                  | Code Insee | Intercommunalité   | Superficie (km2) | Population (dernière pop. légale) | Densité (hab./km2) |
| -------------------- | ---------- | ------------------ | ---------------- | --------------------------------- | ------------------ |
| La Grave (chef-lieu) | 05063      | CC du Briançonnais | 126,91           | 487 (2014)                        | 3,8                |
| Villar-d'Arêne       | 05181      | CC du Briançonnais | 77,51            | 330 (2014)                        | 4,3                |

## Démographie
| 1962 | 1968 | 1975 | 1982 | 1990 | 1999 | 2006 | 2011 | 2012 |
| ---- | ---- | ---- | ---- | ---- | ---- | ---- | ---- | ---- |
| 725  | 722  | 668  | 637  | 633  | 730  | 758  | 782  | 797  |